# Notoxus brevialatus
Notoxus brevialatus es una especie de coleóptero de la familia Anthicidae.

## Distribución geográfica
Habita en Angola.